# Jacobus Urlus

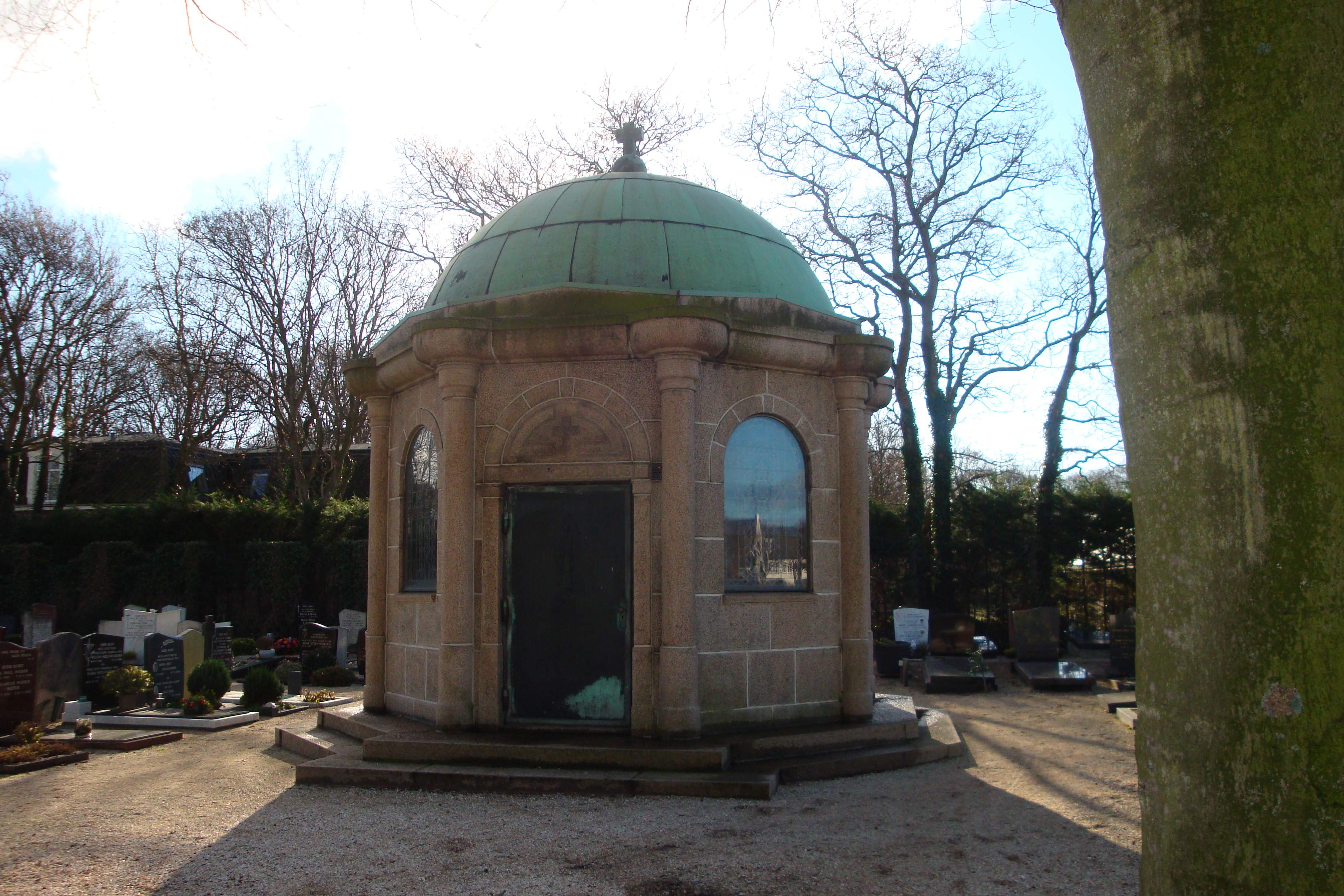
Mausoleum Urlus (februari 2019)

Jacobus/Jacob Urlus, meest bekend onder Jac. Urlus (Hergenrath, 9 januari 1867 – Noordwijk aan Zee, 6 juni 1935) was een Nederlands operazanger en tenor.

## Biografie
Hij was zoon van Anna Maria Smarius en Frans Jozef Urlus die getrouwd waren in Brussel op 11 november 1863. In 1868 verhuisde het gezin naar Tilburg. Daar werd zus Truus Urlus geboren, die enige tijd bekend sopraan was. Hijzelf trouwde op 7 juni 1893 met Hendrika Johanna Jacobs. Zoon Emanuel Cornelis Urlus (1894-1959) kreeg enige bekendheid vanwege de ontwikkeling van zeilwagens; hij was via Maria Orlandini-Gozzi stiefvader van Sergio Orlandini.
Het zag er niet naar uit dat Urlus de wereld van de opera zou betreden. Na alleen lagere school te hebben gevolgd ging hij bij zijn vader in de fabriek metaalbewerking leren. Een familielid van zijn moeder, die tweede dirigent was van de Korvelse Harmonie, gaf hem echter wel muziekles. Een stap naar een koor was snel gemaakt; het Korvelse koor. De smederij vertrok met de Urlussen naar Utrecht en hij ging zingen in de koren Fidelio en Cantemus Domino (hij zou er erelid van worden). Op aanraden van Johannes George de Groot ging hij solozang studeren, hij deed dat onder leiding van Hugo Nolthenius in Zeist en na de verhuizing naar Amsterdam bij Anton Averkamp, Cornelie van Zanten en ook even bij Bernard Zweers. Urlus trok echter naar de concurrent van De Groot, de Nederlandse Opera van Cornelis van der Linden, dat in de Stadsschouwburg uitvoeringen gaf. Zijn rollen verschoven vanaf 1894 tot 1900 van lyrisch tenor naar heldentenor. Naast in opera’s trad Urlus ook op tijdens concerten en uitvoeringen van zangverenigingen.
Het Stadstheater van Leipzig trok en hij ging er aan de slag als heldentenor, waar hij ook in 1923 nog werkzaam was. Vanuit Leipzig volgende talloze optredens in West-Europa. Van 1912 tot 1917 was hij voor zomerconcert van de Metropolitan Opera in New York gecontracteerd; de Eerste Wereldoorlog maakte daaraan een eind. Hij was heldentenor in Duitse opera’s maar zong ook Italiaanse opera’s naast Enrico Caruso. Hij bleef tot op late leeftijd zingen, meest als gastzanger. Rond 1920 liet het echtpaar ook een huis bouwen in Hilversum; het kreeg de naam Huis Kareol aan de Utrechtseweg Hij was tussen 1926 tot 1930 wel te gast bij de Koninklijke Vlaamse Opera in Antwerpen om daar Der Ring des Nibelungen van Richard Wagner te zingen. In 1930 volgde zijn autobiografie onder de titel Mijn loopbaan.
Tussen 1897 en 1933 zong hij 185 keer met het Concertgebouworkest, dan weer als begeleidend operaorkest, dan weer als concertorkest met zangsolist, meest onder Willem Mengelberg. Kruseman stelde dan ook dat uitvoeringen van Gustav Mahlers Das Lied von der Erde in het Concertgebouw niet compleet was zonder hem; Urlus zou het aldaar vijftig keer zingen.

## Mausoleum
Hij werd begraven op de Rooms-katholieke begraafplaats Noordwijk. Voor hem werd een mausoleum ontworpen door de architect Theo Teunissen. Het geheel werd in een achthoek gebouwd op een betonnen grafkelder (ingang achterzijde). Gevels zijn van Noors graniet; het wordt afgesloten door middel van een koepelvormig dak van koper met daarop nog een kruis. Het altaar is van wit marmer. Het gebouw heeft een doorsnede van bijna vijf meter en een hoogte van ruim zes. Het mausoleum werd op 16 september 1936 onthuld, waarbij Profilti opnamen maakte. In de loop der jaren werd het mausoleum met gebrandschilderde ramen van Atelier Liefkes (onder andere een Christusfiguur met cherubijnen) overgedragen aan de parochie St. Jeroen en Maria ter Zee, die het (mede) inrichtte tot columbarium voor algemeen gebruik.

## Eerbetoon
Hij was Kammersänger van Hertogdom Saksen-Coburg en Gotha, officier in de Orde van Oranje-Nassau, officier de l’Académie françiase, had de zilveren medaille voor Kunst en Wetenschappen verbonden aan de huisorde Oranje-Nassau, officierskruis Gera, ridderkruis van de vorst van Reuss en andere.
Er zijn straten naar hem vernoemd in Schiedam, Noordwijk, Leiden, Den Haag, Utrecht en Hengelo.
- Bibliothèque nationale de France: cb14803594c (data)
- Catàleg d'autoritats de noms i títols de Catalunya: 981058516840206706
- Gemeinsame Normdatei: 117315230
- International Standard Name Identifier: 0000 0000 6159 3461
- Library of Congress Control Number: n82090842
- MusicBrainz: 13bb271b-d5ae-4dee-a419-a5ac157c3e5b
- Nederlandse Thesaurus van Auteursnamen: 070039267
- Virtual International Authority File: 49488624
- WorldCat: E39PBJcKG3v4mH89MPYqYDr6rq